# Julian Alaphilippe
Pour les articles homonymes, voir Alaphilippe.
Julian Alaphilippe (/ʒy.ljɑ̃ a.la.fi.lip/), né le 11 juin 1992 à Saint-Amand-Montrond (Cher), est un coureur cycliste français, membre de l'équipe Tudor. Initialement spécialiste du cyclo-cross, il se consacre au cyclisme sur route depuis son passage chez les professionnels en 2013. Il est le seul Français double champion du monde sur route, après ses titres obtenus en 2020 à Imola et en 2021 à Louvain.
Spécialiste des classiques, il a notamment remporté Milan-San Remo 2019, la Classique de Saint-Sébastien 2018, la Flèche wallonne 2018, 2019 et 2021 ainsi que les Strade Bianche 2019. Il s'est classé deuxième de Liège-Bastogne-Liège en 2015 et 2021, du Tour de Lombardie 2017 et de Milan-San Remo 2020. Sur les courses par étapes, il s'est notamment imposé sur le Tour de Californie 2016 et sur le Tour de Grande-Bretagne 2018. Il compte aussi à son palmarès une étape du Tour d'Espagne, une étape du Tour d'Italie et six étapes du Tour de France ainsi que le classement de meilleur grimpeur 2018. Il termine le Tour de France 2019 à la cinquième place, après avoir été en jaune pendant 14 journées, et en recevant le prix du Supercombatif. Il est classé numéro un mondial du 24 mars au 15 septembre 2019.

## Carrière

### Jeunes années

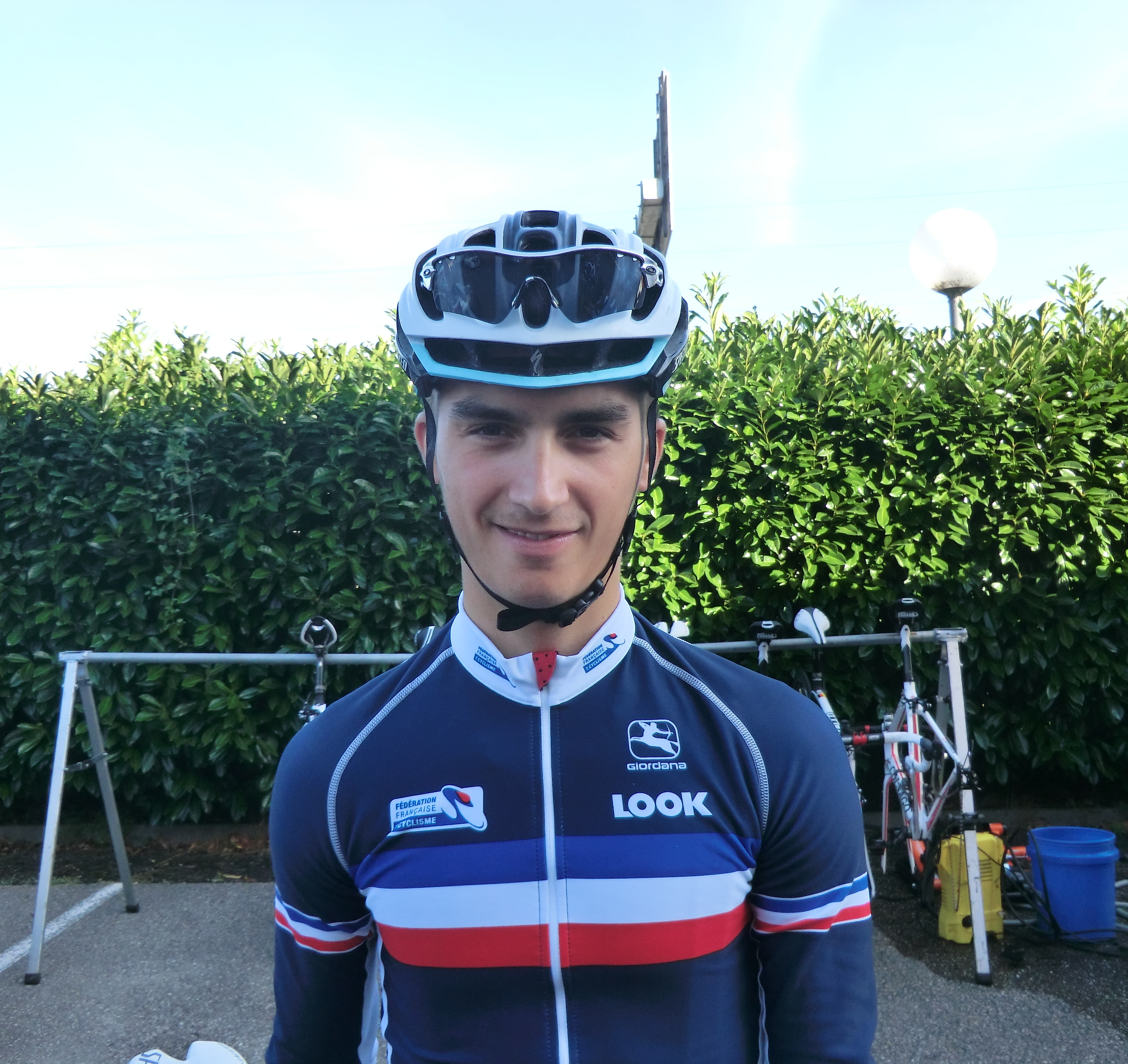
Julian Alaphilippe au Tour de l'Ain 2013 sous les couleurs de l'équipe de France espoirs.

Julian Alaphilippe naît le 11 juin 1992 à Saint-Amand-Montrond en France. Sa famille s'installe à Désertines, dans l'Allier, lorsqu'il a six ans. Son père Jacques, lui-même musicien, l'inspire dans l'apprentissage à l'oreille de la batterie. Atteignant un bon niveau, il refuse cependant d'entrer au conservatoire à cause de l'apprentissage du solfège, «  pire que l'école » selon lui. Il est titulaire d'un CAP de mécanicien.
Il commence en cyclisme vers l'âge de 7-8 ans à l'Entente cycliste Montmarault-Montluçon. Il est entraîné à partir de la catégorie cadet par son cousin Franck Alaphilippe,, qui restera son entraîneur à son passage chez les professionnels, puis rejoindra le staff de Deceuninck-Quick Step en 2020. Ses frères Bryan et Léo pratiquent également le cyclisme, le premier ayant effectué un court passage chez les professionnels au sein de l'équipe Saint Michel Auber 93.
Il court chez les juniors au sein de l'US Florentaise.
Adepte du cyclo-cross dans sa jeunesse, il est médaillé d'argent au championnat du monde juniors 2010 dans la discipline, battu par le local Tomáš Paprstka. Cette année-là, une blessure à un genou l'amène à envisager d'arrêter le sport cycliste. Alaphilippe intègre alors l'équipe de l'Armée de Terre où il peut se soigner et s'engage pour trois ans. Il obtient ses premiers résultats en 2011 en gagnant La Gainsbarre, puis en terminant l’année suivante dans le top 5 de l'étape du Tour de Bretagne s'achevant à Mûr-de-Bretagne,. Il termine également 2e de la Coupe des Nations de Saguenay au Québec en remportant une étape,,. Il devient champion de France de cyclo-cross espoirs en 2012 et 2013.

### Carrière professionnelle

#### 2013-2014: débuts prometteurs

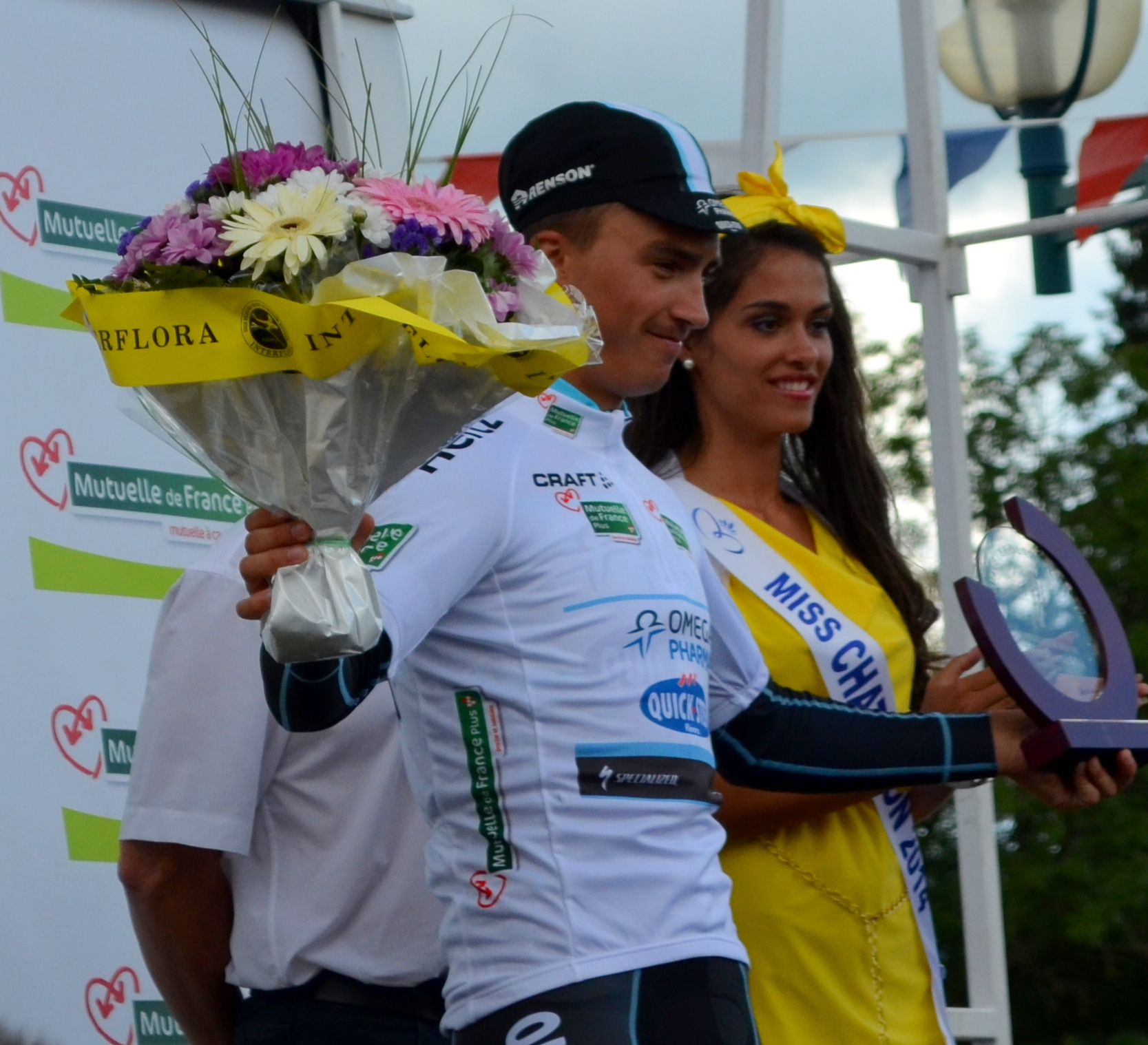
Julian Alaphilippe portant le maillot blanc lors de la troisième étape du Tour de l'Ain 2014.

Julian Alaphilippe ne reçoit aucune proposition provenant d'une équipe française mais devient néanmoins coureur professionnel en 2013 au sein de l'équipe continentale Etixx-iHNed, réserve de l'équipe World Tour Omega Pharma-Quick Step. Il décide alors de se consacrer entièrement au cyclisme sur route. Il remporte la 4e étape du Tour de Bretagne, le Grand Prix Südkärnten et la 3e étape du Tour de Thuringe. Outre ces trois succès pour son équipe, il remporte une étape du Tour de l'Avenir au Plateau des Glières. Sélectionné aux championnats du monde espoirs de Florence, il attaque trop tôt, se retrouve seul en tête sur le circuit toscan dont le profil correspond parfaitement à ses caractéristiques. Il est rejoint, puis distancé par le futur vainqueur, Matej Mohorič et termine finalement neuvième.
Il rejoint Omega Pharma-Quick Step en 2014 et découvre le circuit World Tour. Avec cette formation, il obtient son premier podium lors de la première étape du Tour de Catalogne. Il est également deuxième de la cinquième étape, inscrivant ainsi ses premiers points au niveau World Tour, le plus haut niveau du cyclisme professionnel. Il termine quatrième du Tour de l'Ain 2014 et remporte la dernière étape ainsi que les classements de meilleur jeune et de meilleur sprinteur.
Initialement présélectionné pour la course en ligne des championnats du monde, il est remplaçant dans la sélection finale.

#### 2015: révélation sur les classiques ardennaises

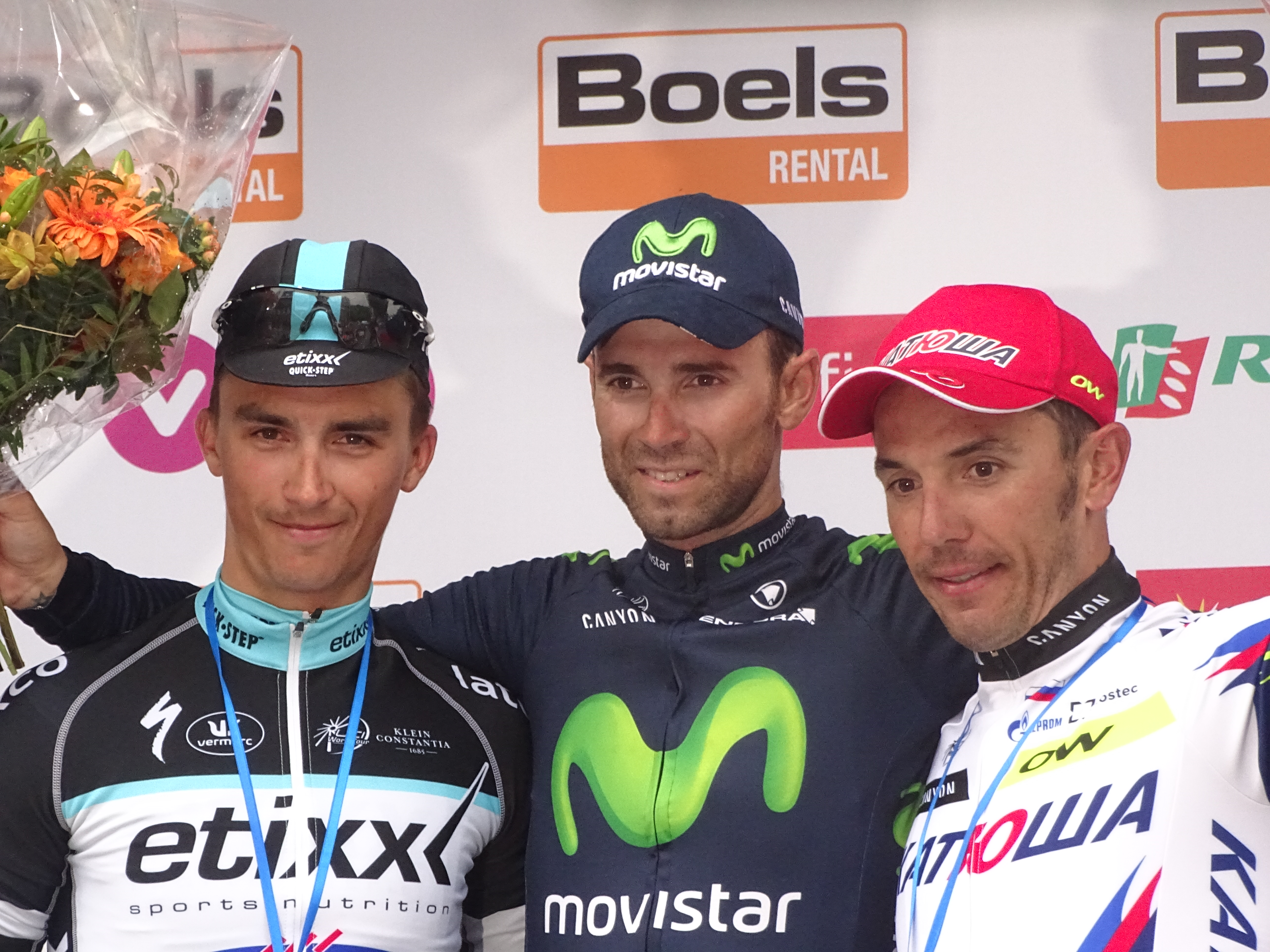
Podium de l'édition 2015 de Liège-Bastogne-Liège : Julian Alaphilippe (2e), Alejandro Valverde (1er) et Joaquim Rodríguez (3e).

Il se révèle aux yeux du grand public en 2015 lors des classiques ardennaises en prenant tout d'abord la septième place de l'Amstel Gold Race le 19 avril, une course de niveau World Tour remportée par son coéquipier polonais Michał Kwiatkowski pour qui il est équipier sur cette session de classiques. Trois jours plus tard, lors de sa première participation à la Flèche wallonne, il est mieux placé que Kwiatkowski dans l'ascension finale du Mur de Huy. Alaphilippe est alors incité à disputer la victoire par son directeur sportif Tom Steels. Il termine deuxième de cette course derrière Alejandro Valverde, démontrant son aptitude pour ces classiques ardennaises. Le 26 avril, pour son premier Liège-Bastogne-Liège, il fait partie du groupe de coureurs qui se dispute la victoire et il est à nouveau deuxième au sprint derrière Valverde, ce qui est la meilleure performance d'un Français sur la « Doyenne » depuis Laurent Jalabert en 1998. Peu après, il participe au Tour de Romandie, où il décroche au sprint deux podiums sur des étapes. Le 4 mai 2015, Etixx-Quick Step annonce qu'il prolonge son contrat de deux saisons jusqu'en 2017. Le 16 mai 2015, au lendemain d'une troisième place dans le contre-la-montre en plaine, il gagne l'étape reine du Tour de Californie se terminant au Mount Baldy Ski Lifts (en). Il domine à cette occasion des grimpeurs tels que Sergio Henao ou Robert Gesink, et prend la tête du classement général. Il termine deuxième du Tour de Californie, à trois secondes de Peter Sagan, qui gagne grâce à des bonifications reçues à l'issue de la dernière étape, la photo-finish étant nécessaire.

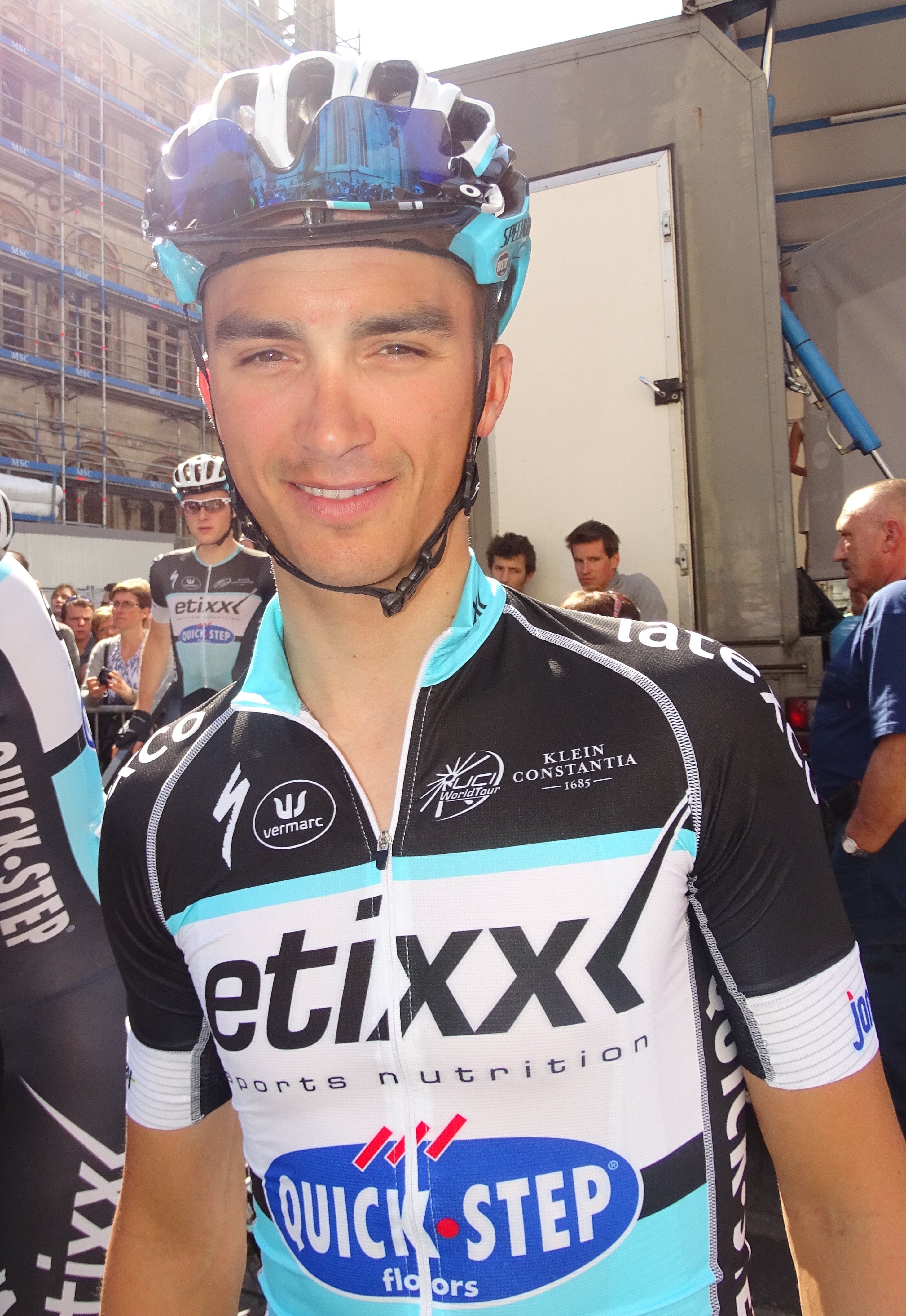
Julian Alaphilippe lors du départ de la Flèche brabançonne 2015 à Louvain.

Alaphilippe est sélectionné pour la course en ligne des championnats du monde de Richmond. Il est un des chefs de file français avec l'autre puncheur Tony Gallopin ainsi que les sprinteurs Arnaud Démare et Nacer Bouhanni. Dans l'optique d'une course mouvementée qui est l'option privilégiée par le sélectionneur Bernard Bourreau, il a comme consigne de viser des échappées en fin de course, tout comme Gallopin. Malade, il abandonne la course remportée en solitaire par Peter Sagan. Des examens réalisés à son retour en Europe révèlent qu'il est atteint d'une mononucléose et il arrête sa saison.

#### 2016: confirmation au plus haut niveau
Alaphilippe reprend l'entraînement avec son équipe en janvier 2016 puis la compétition en février à l'occasion du Tour La Provence. Cependant, toujours affaibli par la maladie, il ne termine pas la course. Malgré une préparation tronquée par la mononucléose, il arrive à nouveau en forme lors des classiques ardennaises, terminant sixième de l'Amstel Gold Race et second de la Flèche wallonne, encore battu par Alejandro Valverde. Il confirme ainsi ses qualités de puncheur remarquées l'année précédente. Comme en 2015, il remporte l'étape reine du Tour de Californie, une victoire qui suggère des progrès en montagne. À l'issue du contre-la-montre de 20,3 kilomètres, il perd 45 secondes sur Rohan Dennis, spécialiste de la discipline, mais conserve 16 secondes d'avance sur lui au classement général. Il remporte finalement la compétition américaine devenant le premier Français à y inscrire son nom au palmarès. Alaphilippe est ensuite cinquième du prologue du Critérium du Dauphiné qui se dispute en montagne. Deuxième de la quatrième étape favorable aux sprinteurs, il figure parmi les dix premiers dans les étapes restantes qui se déroulent en haute montagne. Ces résultats lui permettent de terminer sixième du classement général à 51 secondes du vainqueur Christopher Froome, de remporter le classement des jeunes et de montrer des aptitudes en haute montagne,. Il participe ensuite au championnat de France sur route à Vesoul où il est considéré comme favori. Sur un tracé sélectif, il participe à plusieurs attaques. Il n'est cependant pas dans l'échappée décisive constituée d’Arthur Vichot, Tony Gallopin et Alexis Vuillermoz. Vichot s'impose au sprint, Alaphilippe finissant cinquième.

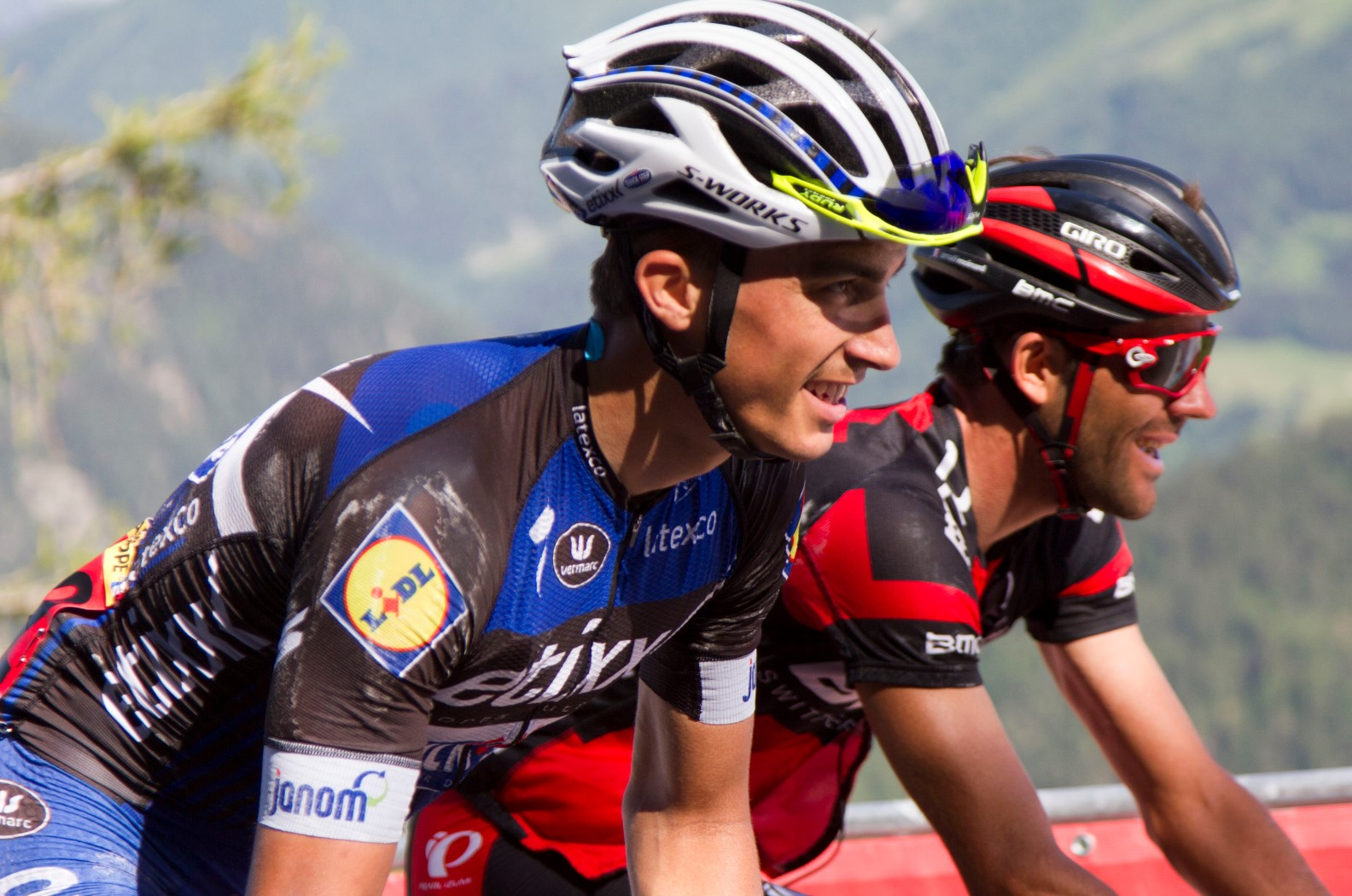
Alaphilippe, lors de la du Tour de France 2016.

Alors qu'une première participation d'Alaphilippe au Tour de France est évoquée plusieurs semaines avant la course, il figure dans la sélection finale de son équipe. Lors de la deuxième étape du Tour de France partant de Saint-Lô et arrivant la côte de la Glacerie à Cherbourg-en-Cotentin, Julian Alaphilippe lance le sprint mais est dépassé sur le fil par Peter Sagan qui endosse du coup le maillot jaune. Néanmoins, il prend le maillot blanc lors de cette étape et parvient enfin à se classer juste devant Alejandro Valverde. Il perd ce maillot blanc au terme de la septième étape au profit d'Adam Yates puis est distancé dans les Pyrénées. Échappé au cours de la quinzième étape, il figure parmi les prétendants à la victoire d'étape cependant un saut de chaîne lors d'une descente l'amène à être distancé, il se classe cinquième à l'arrivée à Culoz.
Alaphilippe, ainsi qu'Alexis Vuillermoz, Romain Bardet et Warren Barguil constituent la sélection française pour la course en ligne des Jeux olympiques. Il est également retenu pour le contre-la-montre. Il termine à la quatrième place de l'épreuve de course en ligne après une chute dans la dernière descente de la course. Le 10 août 2016, il se classe trente-deuxième du contre-la-montre remporté par le Suisse Fabian Cancellara, devant le Néerlandais Tom Dumoulin, médaille d'argent et le Britannique Christopher Froome, médaille de bronze.
Présent dans la sélection française pour le premier championnat d'Europe sur route professionnel disputé à Plumelec, il est chef de file de l'équipe de France pour la course en ligne et se classe deuxième derrière Peter Sagan.

#### 2017: victoire d'étape sur la Vuelta, podiums sur les«Monuments»italiens

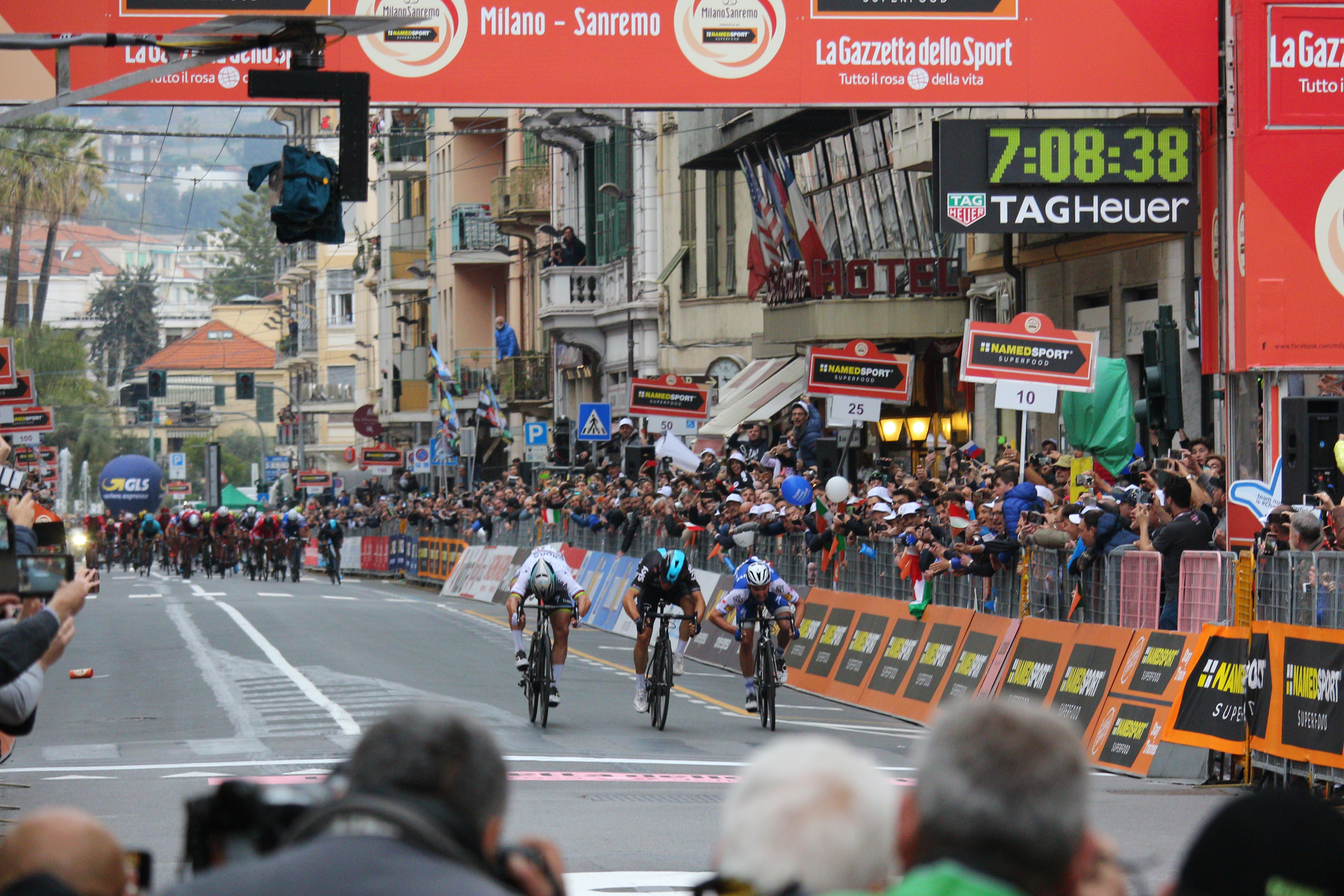
La ligne d'arrivée de l'édition 2017 de Milan-San Remo avec de gauche à droite Peter Sagan, Michał Kwiatkowski et Julian Alaphilippe.

Alaphilippe commence sa préparation pour les courses du printemps sur le Tour d'Abou Dabi et Paris-Nice. Il termine au 5e rang et remporte le classement du meilleur jeune lors de ces deux courses World Tour. Lors de Paris-Nice, il obtient également le maillot vert du classement par points et remporte la 4e étape, un contre-la-montre en côte. Il s'agit de sa première victoire professionnelle dans la discipline et également sa première victoire sur le circuit World Tour. Cette victoire lui permet de porter le maillot jaune de leader pendant trois jours et prétendre à la victoire finale jusqu'à l'étape reine arrivant au col de la Couillole, pente sur laquelle il perd sa tunique de leader au profit du futur vainqueur, le Colombien de l'équipe Sky, Sergio Henao. Il termine finalement cette course par étapes à la cinquième place, en ayant toutefois prouvé pour la première fois des capacités de coureur complet se mettant en évidence sur tous les terrains.
Dans la foulée, il découvre Milan-San Remo où il suit une attaque de Peter Sagan dans la dernière ascension. Il termine troisième derrière Kwiatkowski et Sagan.
Blessé à un genou en raison d'une chute au Tour du Pays basque, il ne peut être présent lors des classiques ardennaises, son premier gros objectif de la saison. Convalescent après avoir été opéré du genou au printemps, il ne peut s'aligner sur le Tour de France 2017. Il reprend la compétition lors du GP Pino Cerami en juillet, puis il participe au Tour de Burgos afin de se préparer pour le Tour d'Espagne. À l'instar de Fernando Gaviria et Maximiliano Richeze, le coureur français fait le choix de prolonger son contrat avec Quick-Step Floors en août.
Sur le Tour d'Espagne, il s'impose lors de la huitième étape au terme d'un duel contre Rafał Majka dans la dernière difficulté. Alaphilippe fait ensuite partie de la sélection française pour la course en ligne des championnats du monde de Bergen. Il en est le chef de file. Il termine 10e après avoir été rattrapé sous la flamme rouge par le peloton. Enfin, il termine 2e du Tour de Lombardie 2017 derrière Vincenzo Nibali.

#### 2018: premières victoires sur les classiques et le Tour de France
La saison 2018 de Julian Alaphilippe commence en Amérique du Sud, lors de la première édition de la course Colombia Oro y Paz. Il y remporte la quatrième étape avant de terminer septième du classement général, à 50 secondes du vainqueur Egan Bernal. Quelques semaines plus tard, il prend la troisième place de l'étape-reine du Tour d'Abou Dabi, ce qui lui permet de terminer quatrième de l'épreuve.
Début mars, Julian Alaphilippe commence Paris-Nice en tant que leader de l'équipe Quick-Step Floors. Second avant les deux dernières étapes décisives, il craque dans la montée vers Valdeblore La Colmiane, puis de nouveau le lendemain dans l'arrière-pays niçois après une échappée, pour ne terminer qu'à une décevante dix-huitième place.

Hors de la bataille entre favoris lors de Milan-San Remo, il peaufine sa préparation pour les classiques ardennaises au Tour du Pays basque. Dès la première étape, il profite de la dernière difficulté pour attaquer en compagnie de Primož Roglič. Au sprint, il devance ce dernier et endosse le maillot de leader. Il s'impose à nouveau le lendemain devant Primož Roglič. Il porte le maillot jaune de leader de l'épreuve pendant trois jours, mais lâche prise les jours suivants face à l'addition des parcours accidentés et le rythme imposé par ses adversaires.

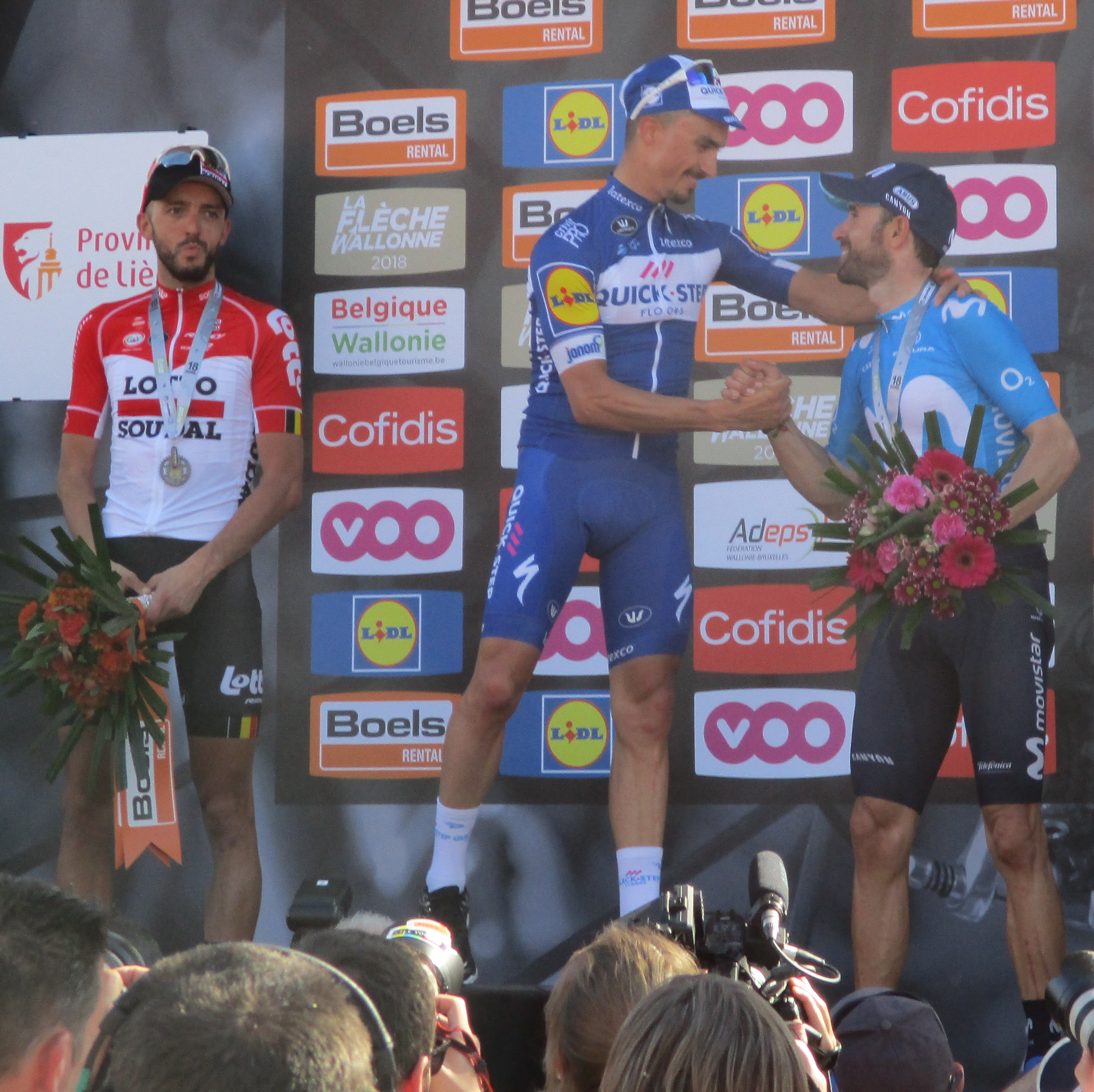
Sur le podium de la Flèche wallonne 2018.

Après une septième place sur l'Amstel Gold Race, le 18 avril, il remporte sa première grande classique, la Flèche wallonne. Deuxième derrière Alejandro Valverde en 2015 et 2016, il parvient cette fois à devancer ce dernier. Jelle Vanendert complète le podium. Il ne lève pas les bras, croyant que Vincenzo Nibali qui était dans l’échappée avait déjà passé la ligne. Dans la foulée, il se classe quatrième d'un Liège-Bastogne-Liège remporté en solitaire par son coéquipier et ami Bob Jungels.
En juin, il participe au Critérium du Dauphiné dont il remporte la quatrième étape arrivant à Lans-en-vercors, au sprint en montée devant Daniel Martin, Geraint Thomas et Romain Bardet Il finit ensuite en retrait des leaders les 3 dernières étapes de montagne pour terminer à la 21e place au général, soit devant Bob Jungels, son leader désigné pour le Tour de France.

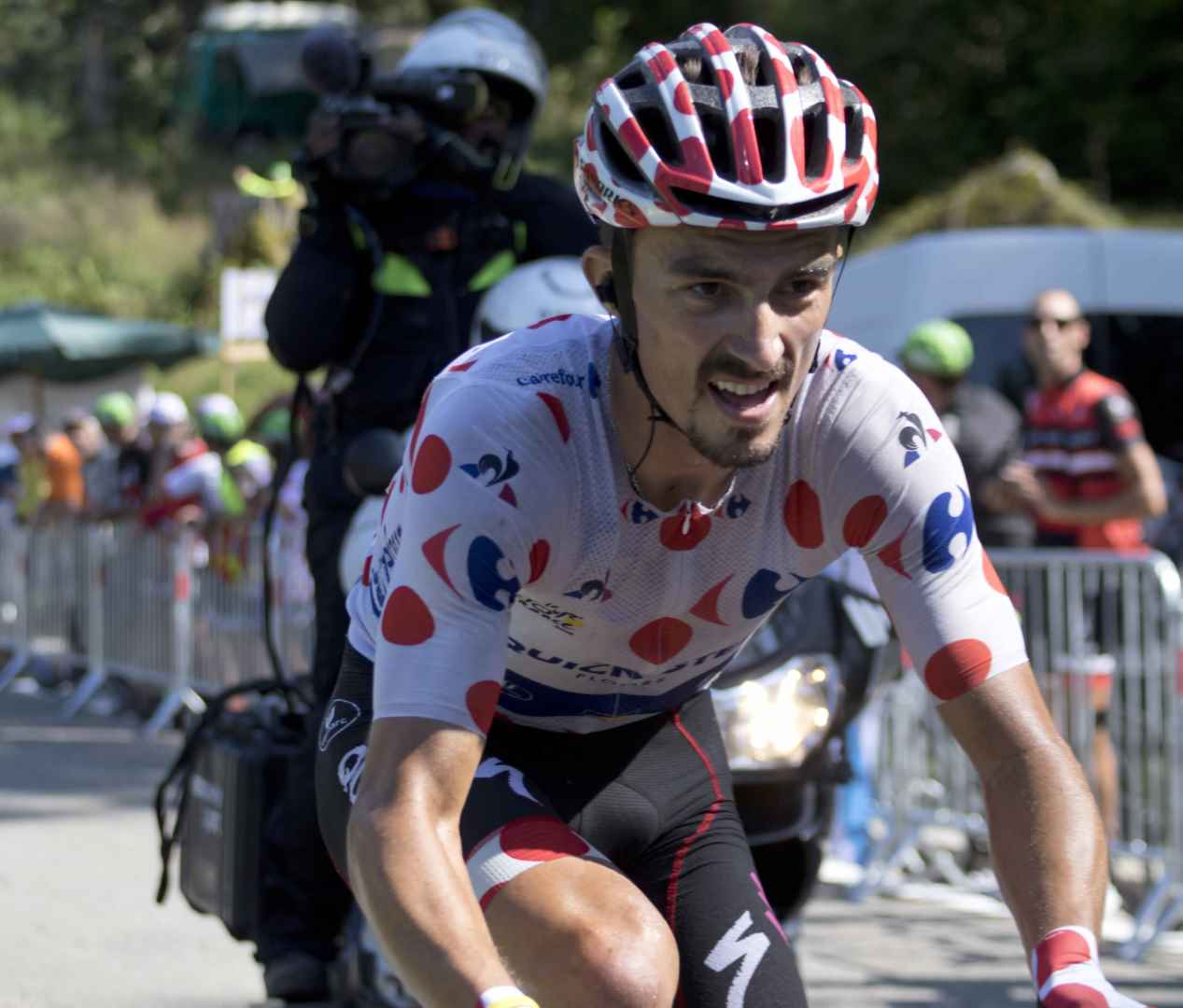
Avec le maillot de meilleur grimpeur du Tour de France 2018.

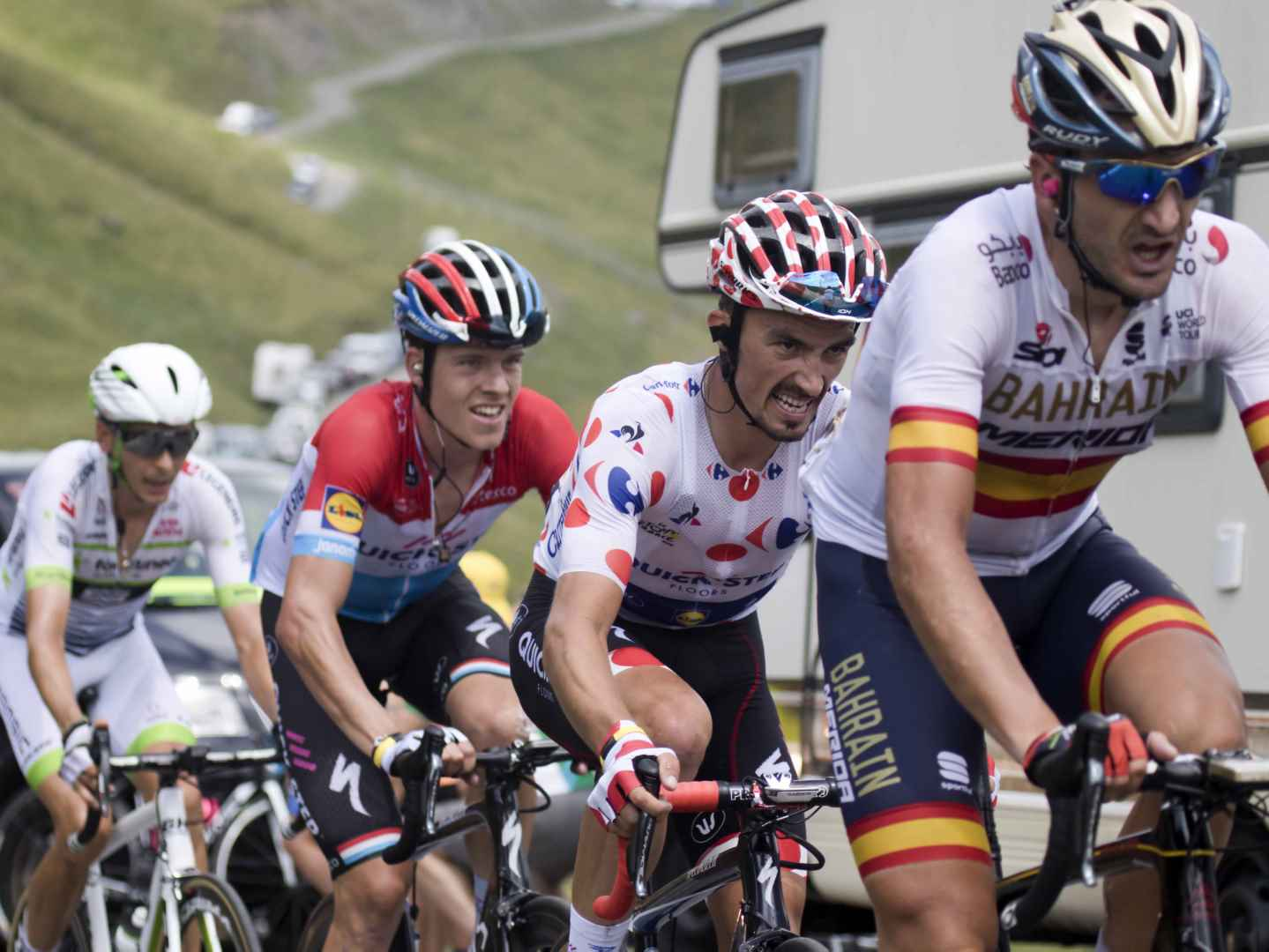
À l'attaque dans le col du Tourmalet (19e étape) ou il passe en tête devant Mikel Nieve et Bob Jungles, confortant ainsi sa domination du classement de meilleur grimpeur.

Participant au Tour de France dans le but de remporter une victoire d'étape et d'aider Bob Jungels pour le classement général, il atteint son premier objectif le 17 juillet, en remportant la 10e étape du Tour de France au Grand-Bornand, dans les Alpes. À cette occasion, il prend possession du maillot à pois de meilleur grimpeur. C'est le deuxième maillot distinctif du Tour de France qu'il a l'occasion de porter, après le maillot blanc en 2016 . Dans sa quête de conservation du maillot à pois, il gagne une seconde étape, toujours en montagne mais dans les Pyrénées cette fois, à Bagnères-de-Luchon. À l'issue de la course, il devient le premier vainqueur du maillot à pois à franchir quatre cols hors catégorie dans le même Tour de France (Plateau des Glières, Montée de Bisanne, Col de la Madeleine et Col du Tourmalet). Une semaine après la fin du Tour, il devance dans un sprint à deux Bauke Mollema pour s'adjuger la Classique de Saint-Sébastien, sa deuxième classique de la saison. Il remporte dans la foulée le Tour de Grande-Bretagne et le Tour de Slovaquie, mais échoue à la huitième place du championnat du monde, remporté par son rival des classiques ardennaises Alejandro Valverde.

#### 2019: vainqueur de Milan-San Remo et cinquième du Tour de France
Pour sa course de reprise, Julian Alaphilippe gagne deux étapes du Tour de San Juan dont un contre-la-montre et termine deuxième du classement général derrière Winner Anacona. Il enchaîne ensuite avec le Tour de Colombie dont il remporte la cinquième étape. Lâché dans l'étape reine, il termine septième de cette course.
Le 9 mars, il gagne la treizième édition des Strade Bianche à Sienne (Italie). Dans les derniers hectomètres de la montée finale, il parvient à décrocher ses deux compagnons d'échappée, le Belge Wout van Aert et le Danois Jakob Fuglsang, pour franchir la ligne d'arrivée en vainqueur. Il est le premier Français à remporter cette classique italienne et apporte à l'équipe Deceuninck-Quick Step sa quinzième victoire de la saison.
La semaine suivante, il s'adjuge au sprint les deuxième et sixième étapes de Tirreno-Adriatico et termine finalement à la sixième place du classement général.

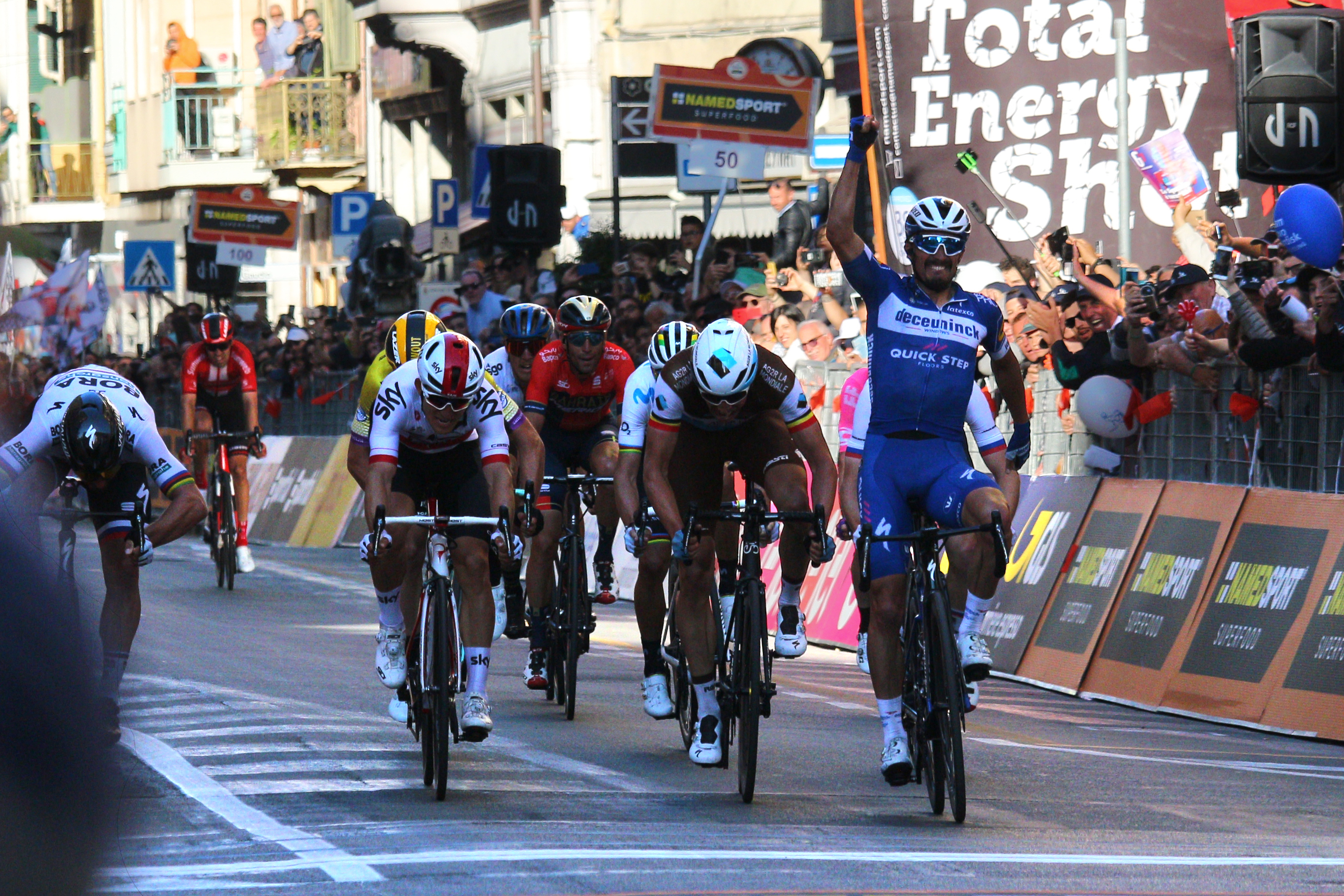
Vainqueur au sprint de Milan-San Remo 2019.

Le 23 mars, il est attendu comme l'un des grands favoris de Milan-San Remo, après avoir attendu son heure, il porte une attaque tranchante dans le Poggio, qui permet à un groupe d'une dizaine de coureurs de s'isoler en tête dans le final. Malgré des attaques de Oliver Naesen, Matteo Trentin et Matej Mohorič dans les trois derniers kilomètres, la victoire se joue au sprint. Julian Alaphilippe suit le démarrage de Matej Mohorič, le déborde et résiste aux autres coureurs jusqu'à la ligne, pour venir remporter Milan-San Remo, son premier Monument, en devançant Oliver Naesen et Michał Kwiatkowski. À l'issue de la course, il prend la tête du classement mondial devant l'Espagnol Alejandro Valverde (Movistar) et le Slovène Primož Roglič (Jumbo-Visma).
Il se rend en avril au Tour du Pays basque. Après avoir pris la quatrième place lors du contre-la-montre initial, il remporte la deuxième étape au sprint. Il chute lors de la troisième étape et abandonne finalement le lendemain pour les blessures subies ainsi que les conditions météorologiques de l'étape.
Le 24 avril, il remporte pour la deuxième année consécutive la Flèche wallonne devant Jakob Fuglsang et Diego Ulissi. Fatigué par son début de saison, il ne fait que 16e de Liège Bastogne Liège, son grand objectif de l’année. À la suite de quoi il observe une pause. Son retour à la compétition se fait au Criterium du Dauphiné. Il est 7e de la troisième étape, un contre la montre, puis 3e du sprint le lendemain, battu par Wout van Aert et Sam Bennett. Lors de la 6e étape, Alaphilippe s’échappe avec De Marchi et Mühlberger. Il gagne ainsi sa dixième victoire de la saison et prend possession du maillot de meilleur grimpeur qu'il conservera jusqu'à la fin de ce Critérium du Dauphiné.

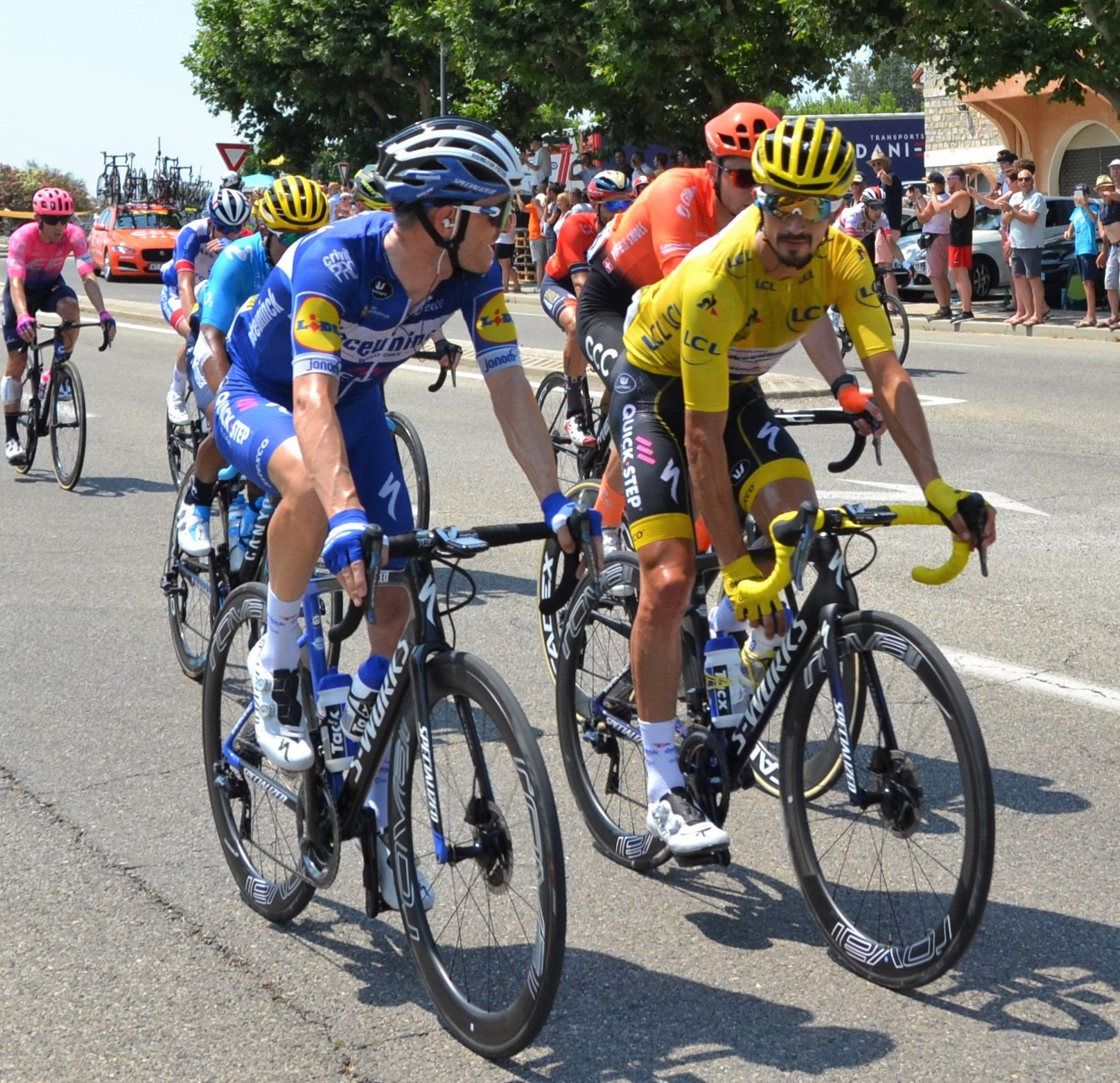
Julian Alaphilippe avec le maillot jaune du Tour de France.

Sur le Tour de France, il remporte grâce à une échappée solitaire la 3e étape à Épernay et prend le maillot jaune à Mike Teunissen. Ayant perdu ce maillot trois jours plus tard à La Planche des Belles Filles face à Giulio Ciccone, il le récupère à Saint-Étienne à l'issue de la 8e étape, grâce à une poursuite menée avec Thibaut Pinot derrière le vainqueur du jour Thomas De Gendt. Il remporte une nouvelle étape dans le contre-la-montre individuel à Pau, le 19 juillet, jour des cent ans du maillot jaune, passant ainsi sa septième journée consécutive en jaune. Le dernier coureur français ayant précédemment remporté un contre-la-montre dans le Tour de France était Christophe Moreau lors du prologue de l'édition 2001 ou Jean-François Bernard en 1987 pour une étape complète. Laurent Fignon, en 1984, était cependant le dernier Français à avoir remporté un contre-la-montre en portant le maillot jaune.

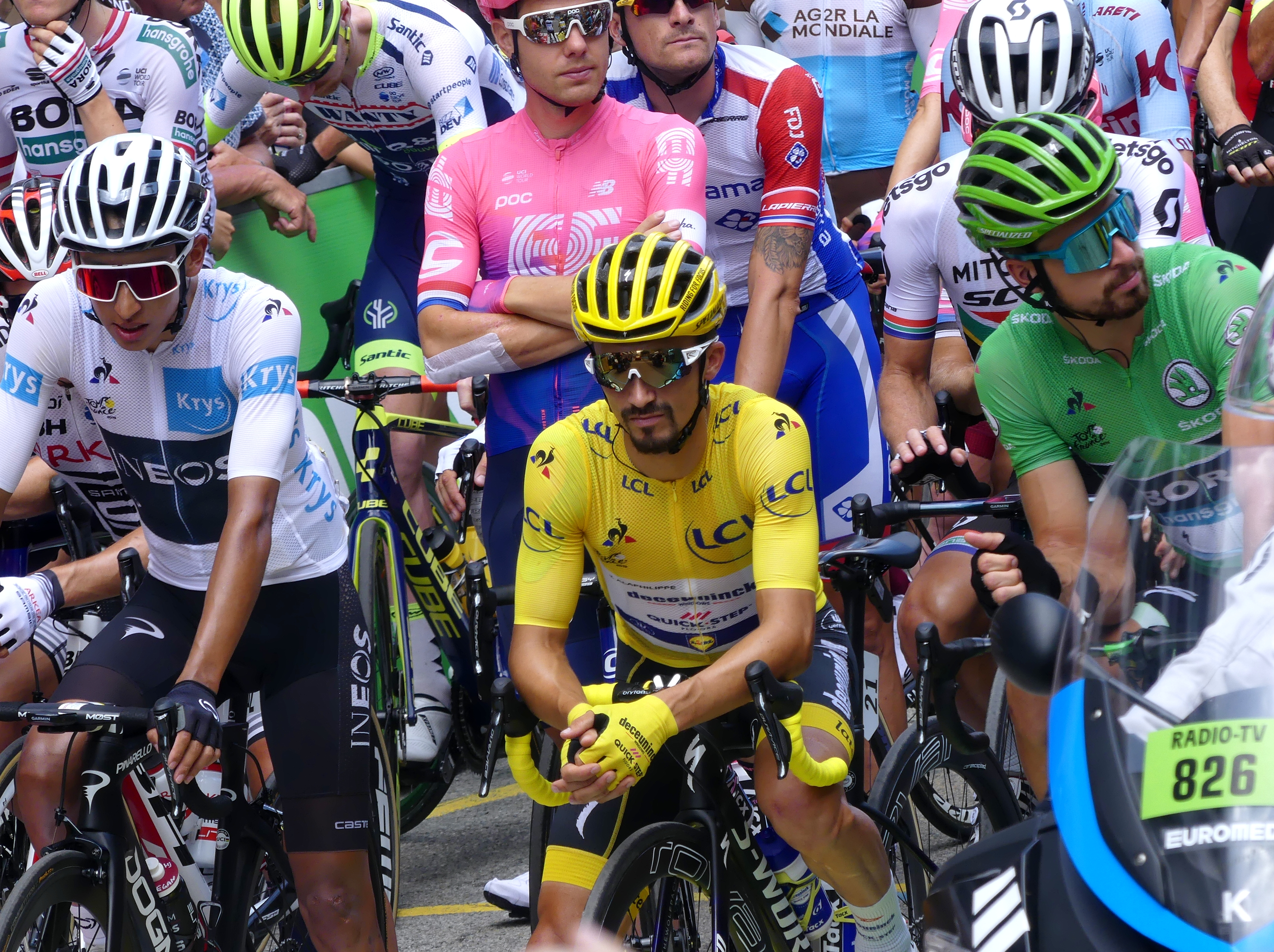
Alaphilippe au départ de la 19e étape avec son 14e maillot jaune, qu'il concèdera le jour même à Egan Bernal (à gauche), vainqueur de cette édition.

Lors de la 15e étape, Alaphilippe se fait légèrement distancer par Geraint Thomas mais conserve son maillot jaune avec plus d'une minute trente d'avance. Il ne le perd que dans la montée du col de l'Iseran, lors de la 19e étape, au profit d'Egan Bernal. Le lendemain, Alaphilippe tente de conserver sa deuxième place, mais l'ascension menant à Val Thorens a raison de lui : pour la première fois, il peine à suivre son coéquipier Enric Mas tandis que Geraint Thomas, Steven Kruijswijk et Emanuel Buchmann le devancent désormais au classement général. Il termine le Tour à la 5e place, à 4 min 5 s du vainqueur, Egan Bernal. À l'issue de cette édition de la Grande Boucle, le jury lui décerne à l'unanimité le prix de la combativité.
Présent aux Grands Prix de Québec et Montréal en septembre, il s'y classe septième et treizième, puis termine 28e des mondiaux disputés dans des conditions difficiles. En fin d'année, il est élu Vélo d'or (une première pour un Français depuis 1995), Vélo d'or français, champions des champions français de L'Équipe, ainsi que lauréat du Trophée Flandrien international.

#### 2020: champion du monde sur route
Lors d'une saison perturbée par la pandémie de Covid-19, Julian Alaphilippe ne réussit pas le doublé aux Strade Bianche, puis sur Milan-San Remo où il se classe deuxième, devancé au sprint par Wout van Aert. Il gagne la 2e étape du Tour de France, à Nice, et endosse à nouveau le maillot jaune qu'il conserve trois jours, avant de le perdre sur pénalité.

Alaphilippe, médaillé d'or aux championnats du monde.

Sélectionné pour la course en ligne des championnats du monde, il est le chef de file de l'équipe de France et a pour lieutenants Guillaume Martin et Valentin Madouas. Il remporte en solitaire cette épreuve le 27 septembre à Imola en portant une attaque dans la dernière montée du circuit à environ 12 kilomètres de l'arrivée, creusant l'écart pour devenir le premier cycliste français champion du monde depuis 1997 et le sacre de Laurent Brochard. Il devance le Belge Wout van Aert, favori de l'épreuve, et le Suisse Marc Hirschi.
La semaine suivante, il étrenne son maillot de champion du monde sur la doyenne des classiques, Liège-Bastogne-Liège. Après une attaque dans la dernière ascension de la journée, il se présente pour la victoire en compagnie de 5 coureurs. Croyant avoir course gagnée, il lève les bras à 20 mètres de l'arrivée mais se fait dépasser sur la ligne par le Slovène Primož Roglič. Initialement deuxième, il est rétrogradé à la cinquième place par le jury des commissaires, son sprint étant jugé irrégulier.
Trois jours plus tard, il gagne la Flèche brabançonne, devançant Mathieu van der Poel au sprint.
Sur son premier Tour des Flandres, le 18 octobre, il attaque plusieurs fois dans le Koppenberg et amorce l'échappée victorieuse, rejoint par Mathieu van der Poel et Wout van Aert. Mais à 35 km de l'arrivée, il percute une moto de l'organisation et doit abandonner sur chute, laissant ses deux compagnons d'échappée se disputer la victoire à Audenarde. Les examens révèlent qu'il souffre d'une double fracture à la main droite et il est opéré le 19 octobre, mettant fin à sa saison,. En fin d'année, il est élu pour la deuxième année consécutive Vélo d'or français et champions des champions français de L'Équipe.

#### 2021: doublé aux mondiaux et troisième Flèche wallonne

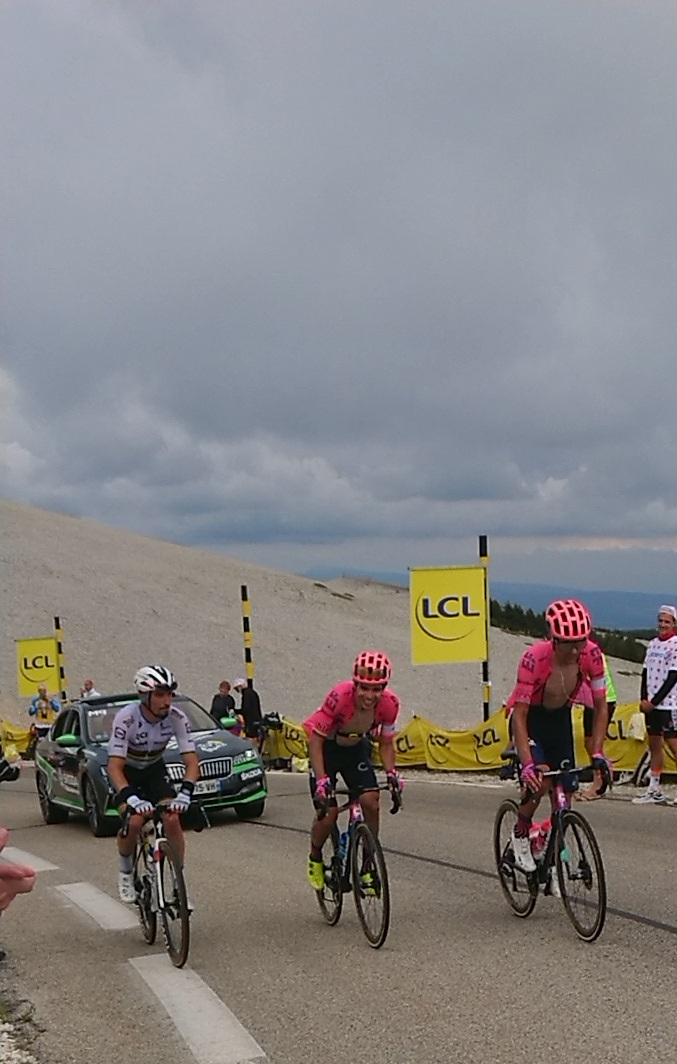
Julian Alaphilippe avec Sergio Higuita sur le mont Ventoux lors du Tour de France 2021.

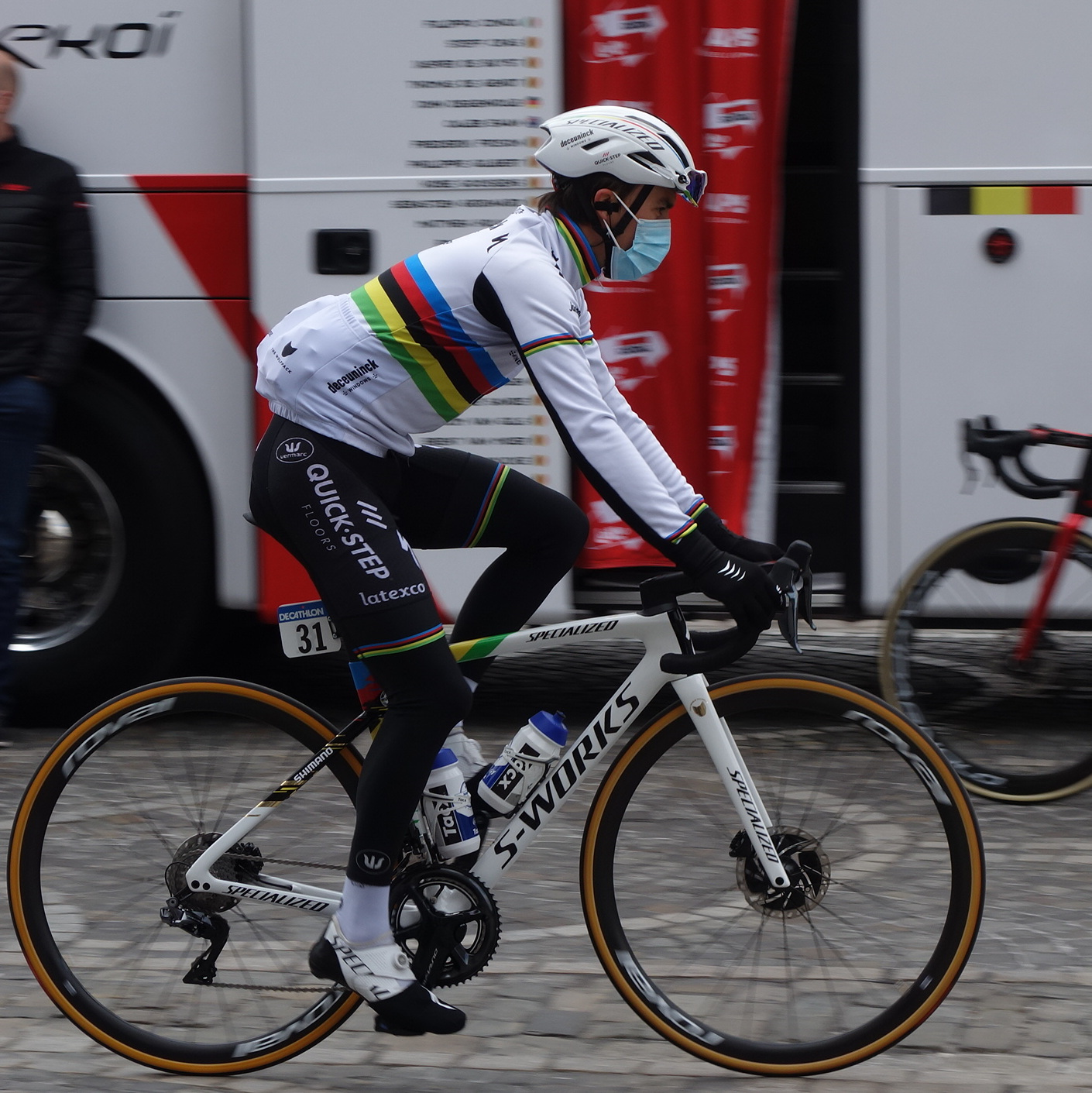
Alaphilippe, au départ de Liège-Bastogne-Liège 2021.

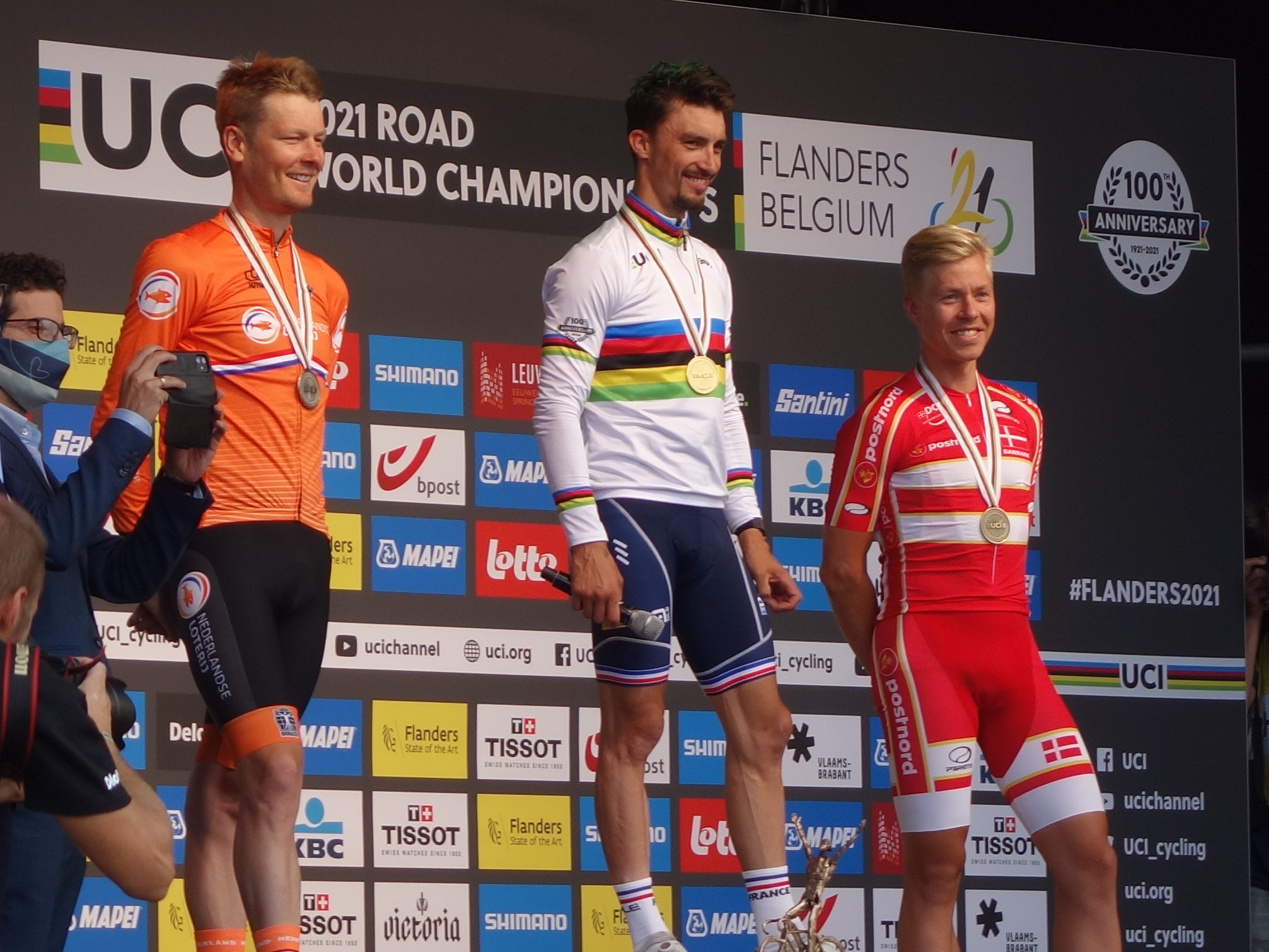
Julian Alaphilippe (au centre) sur le podium des mondiaux de Louvain, le 26 septembre 2021.

Alaphilippe reprend la compétition au Tour de la Provence, où il termine à la deuxième place du général. En mars, il termine deuxième des Strade Bianche, lâché dans la montée finale par Mathieu van der Poel. Il prend sa revanche lors de la 2e étape de Tirreno-Adriatico, qu'il gagne devant le Néerlandais. Le Français remporte ensuite le 21 avril sa troisième Flèche wallonne devant Primož Roglič (qui a attaqué d'un peu trop loin) et Alejandro Valverde. Quatre jours plus tard, il termine deuxième de Liège-Bastogne-Liège, devancé lors du sprint final par Tadej Pogačar.
Le 14 mai, alors qu'il est annoncé comme le leader de Thomas Voeckler pour les Jeux olympiques de Tokyo, Alaphilippe annonce qu'il n’est pas candidat à une sélection, ceux-ci se déroulant seulement quelques jours après le Tour de France et il souhaite profiter de la naissance de son fils.
Le 26 juin, lors de la première étape du Tour de France, alors qu'il est idéalement placé dans la roue de Dries Devenyns, il place une attaque décisive à 2,3 km de l'arrivée dans les pentes les plus dures de la Fosse au loups. Malgré le retour du peloton, il tient bon et s'impose en solitaire à Landerneau, revêtant le premier maillot jaune du Tour. Il le perd le lendemain au profit de Mathieu van der Poel, mais porte le maillot vert les deux jours suivants, avant de le céder à son coéquipier Mark Cavendish. Rapidement distancé au classement général, il s'improvise par la suite baroudeur en se signalant par des échappées lors des 9e, 11e, 12e, 15e et 18e étapes, sans succès,,. Il est élu coureur le plus combatif de la deuxième semaine par le public et est donc nommé pour la récompense du supercombatif du Tour, mais n'est pas élu.
Il accumule ensuite les places d'honneur : sixième de la Classique de Saint-Sébastien, deuxième de la Bretagne Classic derrière Benoît Cosnefroy et troisième du Tour de Grande-Bretagne. Le 26 septembre, il défend son titre mondial à Louvain. Après plusieurs attaques dans les 50 derniers kilomètres, il relance une attaque à 17 km de l'arrivée et résiste au retour des poursuivants. Il s'impose en solitaire et devient ainsi le premier Français à remporter le titre de champion du monde à deux reprises, et successivement. Il est également le septième coureur à défendre avec succès son titre mondial. Il termine sa saison par une sixième place sur le Tour de Lombardie, remporté par Tadej Pogačar. En fin d'année, il est élu pour la troisième année d'affilée Vélo d'or français et champions des champions français de L'Équipe.

#### 2022: saison marquée par les chutes
Avec comme objectif de première partie de saison de briller sur Liège-Bastogne-Liège, il commence son année avec une deuxième place sur le Tour de La Provence à 27 secondes de Nairo Quintana. Il court ensuite Les Boucles Drôme-Ardèche, puis les Strade Bianche, où il est victime d'une chute causée par des bourrasques de vent et la chute d'un coureur. Revenu dans le groupe principal avec des douleurs aux dos, il n'est pas en mesure de suivre l'attaque de Tadej Pogačar à 50 kilomètres de l'arrivée et termine la course à la 58e place. Aligné deux jours plus tard sur Tirreno-Adriatico, il passe à l'attaque à plusieurs reprises, mais sans obtenir de résultats notables. Il est ensuite forfait pour Milan-San Remo et le Tour des Flandres en raison d'une bronchite,. Début avril, il participe au Tour du Pays basque en vue de se préparer pour les classiques ardennaises. Il y remporte la deuxième étape, sa première de la saison et termine second des deux étapes suivantes. Triple vainqueur par le passé sur la Flèche wallonne, il termine quatrième de cette édition, se déclarant « soulagé » face à la pression ressentie sur cette épreuve. Sur Liège-Bastogne-Liège, il est contraint à l'abandon à la suite d'une lourde chute, lui causant un pneumothorax, deux côtes cassées et une fracture à une omoplate. Fin juin, il fait son retour à la compétition lors du championnat de France (remporté par son coéquipier Florian Sénéchal), mais n'ayant pas bénéficié d'une préparation optimale, il n'est pas retenu par la Quick-Step pour prendre le départ du Tour de France, une première pour un champion du monde en titre depuis Paolo Bettini en 2008.
Il effectue son retour à la compétition le 23 juillet à l'occasion du Tour de Wallonie et il s'impose ce jour-là lors de la première étape au sommet du mur de Huy. Il perd son maillot de leader le lendemain, puis est testé positif au Covid-19 et doit quitter la course.
De retour sur le Tour d'Espagne, il occupe une place de coéquipier autour de Remco Evenepoel, en roulant au pied des cols successifs. Victime d'une chute lors de la onzième étape, il est contraint d'abandonner, atteint d'une luxation de l'épaule droite.
Ả la suite d'une saison 2022 compliquée, il passe en une année de la 4e à la 106e place du classement mondial UCI.

#### 2023: une nouvelle saison compliquée
Critiqué publiquement à plusieurs reprises par son manager Patrick Lefevere pour des résultats jugés insuffisants en 2022, Julian Alaphilippe a pour principal objectif de début de saison le Tour des Flandres. Il démarre sa saison à la fin du mois de janvier lors du Challenge de Majorque. Présent ensuite à la fin février aux Boucles Drôme-Ardèche, il y remporte la Faun Ardèche Classique au sprint devant David Gaudu après avoir attaqué à 35 km de l'arrivée. Deuxième de la quatrième étape de Tirreno-Adriatico derrière Primož Roglič, il est ensuite onzième de Milan-San Remo, un classement qu'il attribue à un mauvais placement de sa part au début de l'ascension du Poggio. Malade, il abandonne sur le GP E3 puis chute lors du Tour des Flandres qu'il termine 51e, concluant des classiques flandriennes qui sont pour lui un échec. Cette chute lui cause une bursite au genou gauche qui le contraint à renoncer à participer à l'Amstel Gold Race et à la Flèche wallonne. De retour sur Liège-Bastogne-Liège, il y effectue un travail d'équipier pour Remco Evenepoel qui s'impose pour la deuxième année consécutive.
Attendu ensuite sur le Tour de France, Alaphilippe reprend la compétition en juin à l'occasion du Critérium du Dauphiné et y remporte la deuxième étape, puis prend la 2e place de la cinquième étape. Il prend également l'échappée de la dernière étape en compagnie de Giulio Ciccone qui finit par le lâcher dans la dernière difficulté pour remporter l'étape en haut de la Bastille. Alaphilippe termine 14e de l'étape et parvient à rester dans le top 10 du classement général,.
Alaphilippe prend le départ du Tour de France 2023 visant des victoires d'étapes, notamment sur les premières étapes autour du Pays basquemais ne réalise qu'une seule fois un top 10 durant ce Tour 2023.
Il poursuit la saison 2023 en septembre au Québec où il se classe 9e et 12e des Grands Prix de Québec et de Montréal puis termine l'année par quelques courses en Italie (dont le Tour de Lombardie) et au Japon mais sans résultats significatifs.

#### 2024: victoire d'étape sur le Giro, retour progressif au plus haut niveau
Julian Alaphilippe commence sa saison 2024 sur le Tour Down Under, où il figure bien sans pour autant se placer parmi les meilleurs. Il finit en effet 4e de l'étape-reine, remportée par Oscar Onley, ce qui lui permet de monter à la 5e place du classement général. Il descend cependant à la 6e place du général final le lendemain, dépassé par Bart Lemmen. Le 24 février, il chute deux fois au Circuit Het Nieuwsblad et doit abandonner. Une semaine plus tard, il chute et abandonne lors des Strade Bianche. Alaphilippe se montre à son avantage sur Milan-San Remo. Présent dans le groupe qui joue la victoire, il est lâché dans le dernier kilomètre à la suite d'une crevaison et prend la 9e place. Il participe ensuite aux classiques flandriennes où il n'obtient pas de résultat significatif. Il annonce alors avoir couru blessé depuis les Strade Bianche, la chute qu'il a subie sur la course italienne lui ayant causé une fracture de la tête de la fibula gauche. Absent sur les classiques ardennaises, il reprend la compétition lors du Tour de Romandie.
Contrairement aux saisons précédentes, Alaphilippe ne participe pas au Tour de France et découvre le Tour d'Italie, avec l'ambition d'y remporter une étape. Faisant partie d'un trio d'échappés qui se dispute la victoire lors de la sixième étape, Alaphilippe termine deuxième, battu au sprint par Pelayo Sánchez. Le 16 mai, il s'échappe avec l'Italien Mirco Maestri lors de la douzième étape. Ayant distancé son adversaire dans la dernière difficulté, il s'impose en solitaire après 126 kilomètres d'échappée et devient le 108e coureur à avoir remporté une étape sur chacun des trois grands tours,. Il achève ce Giro à la 48e place, mais surtout avec le prix de la combativité.
Après les championnats de France, Alaphilippe se prépare pour la course en ligne des Jeux olympiques de Paris, pour laquelle il est sélectionné avec Christophe Laporte, Kévin Vauquelin et Valentin Madouas, en participant au Tour de Slovaquie. Il y remporte la troisième étape dont le final lui permet d'utiliser ses qualités de puncheur et termine deuxième au classement général. Il remporte ensuite la quatrième étape du Czech Tour au sprint devant Marc Hirschi. Le 10 août, le même coureur suisse l'empêche de remporter une seconde victoire sur la Classique de Saint-Sébastien en le battant dans un sprint à deux. Après avoir effectué un travail d'équipier pour Paul Magnier qui remporte trois étapes lors du Tour de Grande-Bretagne. Alaphilippe enchaîne par la tournée canadienne de septembre où il obtient la troisième place au Grand Prix cycliste de Montréal. Il est ensuite sélectionné pour la course en ligne des championnats du monde. Il y chute en début d'épreuve et, ayant l'épaule gauche déboîtée, abandonne. Espérant initialement porter pour la dernière fois en compétition le maillot Soudal Quick-Step à l'occasion du Tour de Lombardie, il n'est pas sélectionné à la suite de sa chute au championnat du monde, ce qui clôt sa saison,.

#### 2025: nouvelle équipe
En août 2024, le recrutement de Julian Alaphilippe à partir de début 2025 par l'équipe suisse Tudor Pro Cycling Team dirigée par Fabian Cancellara est annoncé. Le Français signe un contrat de trois ans avec cette formation. Il a à la fois un rôle de chef de file et de grand frère auprès de ses plus jeunes coéquipiers. En quête d'une invitation au Tour de France, Tudor souhaite être performante sur Paris-Nice. Sur cette épreuve, Alaphilippe joue un rôle d'équipier pour Michael Storer qui remporte une étape et se classe cinquième du classement général. Alors que l'invitation au Tour de France est obtenue quelques jours plus tard, Alaphilippe, malade, est contraint au forfait pour les classiques flandriennes figurant à son programme de début de saison. Il reprend la compétition en avril au Tour du Pays basque. En Espagne, il termine 11e de la 3e étape après la disqualification d’Alex Aranburu, en réglant un groupe d’une dizaine de coureurs à 49 secondes du vainqueur. Deux jours plus tard, il fait partie de l’échappée matinale qui parcourt plus de 130 kilomètres en tête de course. Lors de la 6e et dernière étape, il abandonne à 70 kilomètres de l’arrivée après avoir été lâché par le peloton. Alaphilippe ne se justifie pas à propos de cet abandon, peut être causé par la fatigue des efforts de la veille ou simplement par la peur de chuter dans le final mouvementé de cette ultime étape, déjà sous la pluie. Son mois d’avril se poursuit avec les trois grandes classiques ardennaises dans lesquels il se classe respectivement 20e, 22e et 58e. Sur l’Amstel Gold Race, c’est lui qui lance les hostilités à 50 kilomètres de l’arrivée avec une attaque tranchante dans le Gulperberg qui est suivie uniquement par Tadej Pogačar. L’actuel champion du monde et l’ancien double champion du monde se relayent en tête de course sur une dizaine de kilomètres avant que le Slovène ne s’envole. Membre de la bonne échappée lors de la 1re étape du Tour de Suisse, il se classe à ce moment quatrième du classement général puis remonte à le deuxième place derrière Kévin Vauquelin à l'issue des 5e et 6e étapes. Moins performant sur le contre-la-montre en côte de la dernière étape où il se classe à la 40e place, il termine ce Tour de Suisse à la cinquième place du classement général.

## Style et caractéristiques
Identifié à l'aube de sa carrière professionnelle comme un potentiel grimpeur, car étant bon « quand la route s'élève », c'est finalement en tant que puncheur-sprinteur que Julian Alaphilippe est classé par la presse sportive,, profil qu'il déclare être le sien en 2014. En 2015, son sélectionneur en équipe de France, Bernard Bourreau, évoque ses aptitudes pour les classiques ardennaises : « Il a le gabarit, le tempérament, l’intelligence, le mental pour ce genre de course. C’est un puncheur remarquable. »
En 2016, Alaphilippe montre des « aptitudes sur tous les terrains » et tout particulièrement des progrès en haute montagne, ce qui peut l'amener à envisager aussi des victoires sur des classements généraux d'épreuves d'une semaine. En mars 2022, seulement trois de ses 37 victoires sont des classements généraux de courses par étapes. Cela peut s'expliquer par une concurrence accrue sur ces épreuves selon son entraîneur et cousin Franck Alaphilippe. Il indique également qu'il se sert de ce type d'épreuves en préparation des courses d'un jour qui constituent ses véritables objectifs. Enfin, des courses comme Paris-Nice ou Tirreno-Adriatico sont devenues plus favorables aux grimpeurs dans les années 2010.
Concernant les grands tours, Cyrille Guimard déclare en avril 2018 qu'Alaphilippe a le potentiel pour jouer un rôle actif sur le classement général de ces courses notamment par sa propension à « monter très bien les grands cols » et à condition « qu'il se donne les moyens », à l'image d'un Alejandro Valverde avec qui il partage déjà les mêmes qualités de puncheur. Pendant le Tour de France 2019, Eddy Merckx affirme qu’« il y a du Merckx chez Alaphilippe », car en cherchant à défendre son maillot jaune, il a confirmé un potentiel de coureur complet pouvant viser un classement général de grand tour. Franck Alaphilippe explique cependant que pour gagner une course de trois semaines, « il faut vraiment être patient, il faut de la concentration, etc », indiquant que « c'était peut-être son défaut principal ».
En tant que jeune cycliste amateur, Alaphilippe pratique principalement le cyclo-cross avant de se diriger vers le cyclisme sur route en entamant sa carrière professionnelle en 2013. Ce passé en cyclo-cross lui amène sur route une agilité supérieure à celle de ses adversaires et lui permet d'être entraîné à la réalisation d'efforts intenses sur des durées longues. Concernant ces efforts à haute intensité, Alaphilippe fait partie lors de son passage en professionnel des rares coureurs qui refusent d'utiliser en course ou à l'entraînement des capteurs de puissance, privilégiant « l'instinct ». Au fil du temps, sa position évolue et il se met à utiliser ces équipements, principalement pour son entraînement.

## Palmarès et classements mondiaux

### Palmarès sur route

#### Par année

##### Juniors, espoirs
- 2008
  - Champion de la région Centre juniors
- 2009
  - Champion de la région Centre juniors
- 2011
  - Prix Philippe Ermenault
  - La Gainsbarre
  - 1re étape du Tour du Piémont pyrénéen
- 2012
  - 2e étape de la Coupe des nations Ville Saguenay
  - 2e de la Route bretonne
  - 2e de la Coupe des nations Ville Saguenay

##### Professionnels
| - 2013 - 4e étape du Tour de Bretagne - Grand Prix Südkärnten - 3e étape du Tour de Thuringe - 7e étape du Tour de l'Avenir - 2e du Tour de Moselle - 4e du championnat d'Europe sur route espoirs - 9e du championnat du monde sur route espoirs - 2014 - 4e étape du Tour de l'Ain - 3e de la RideLondon-Surrey Classic - 5e du Grand Prix de Plouay - 2015 - 7e étape du Tour de Californie - 2e de la Flèche wallonne - 2e de Liège-Bastogne-Liège - 2e du Tour de Californie - 7e de l'Amstel Gold Race - 8e de la Classique de Saint-Sébastien - 10e de l'Eneco Tour - 2016 - Tour de Californie : - Classement général - 3e étape - 2e de la Flèche wallonne - Médaillé d'argent du championnat d'Europe sur route - 2e de l'UCI America Tour - 4e de la course en ligne des Jeux olympiques - 6e de l'Amstel Gold Race - 6e du Critérium du Dauphiné - 10e du Grand Prix cycliste de Montréal - 2017 - 4e étape de Paris-Nice (contre-la-montre) - 8e étape du Tour d'Espagne - 2e du Tour de Lombardie - 3e de Milan-San Remo - 4e du Tour du Guangxi - 5e du Tour d'Abou Dabi - 5e de Paris-Nice - 10e du championnat du monde sur route - 2018 - 4e étape du Colombia Oro y Paz - 1re et 2e étapes du Tour du Pays basque - Flèche wallonne - 4e étape du Critérium du Dauphiné - Tour de France : - Classement du meilleur grimpeur - 10e et 16e étapes - Classique de Saint-Sébastien - Tour de Grande-Bretagne : - Classement général - 3e étape - Tour de Slovaquie : - Classement général - 1re étape - 3e du championnat de France sur route - 4e du Tour d'Abou Dabi - 4e de Liège-Bastogne-Liège - 7e de l'Amstel Gold Race - 8e du championnat du monde sur route | - 2019 - 2e et 3e (contre-la-montre) étapes du Tour de San Juan - 5e étape du Tour Colombia - Strade Bianche - 2e et 6e étapes du Tirreno-Adriatico - Milan-San Remo - 2e étape du Tour du Pays basque - Flèche wallonne - 6e étape du Critérium du Dauphiné - Tour de France : - Prix de la combativité - 3e et 13e (contre-la-montre) étapes - 2e du Tour de San Juan - 2e de la Flèche brabançonne - 4e de l'Amstel Gold Race - 5e du Tour de France - 6e de Tirreno-Adriatico - 7e du Grand Prix cycliste de Québec - 2020 - Champion du monde sur route - 2e étape du Tour de France - Flèche brabançonne - 2e de Milan-San Remo - 3e du championnat de France sur route - 5e de Liège-Bastogne-Liège - 2021 - Champion du monde sur route - 2e étape de Tirreno-Adriatico - Flèche wallonne - 1re étape du Tour de France - 2e du Tour de La Provence - 2e des Strade Bianche - 2e de Liège-Bastogne-Liège - 2e de la Bretagne Classic - 3e du Tour de Grande-Bretagne - 6e de l'Amstel Gold Race - 6e de la Classique de Saint-Sébastien - 6e du Tour de Lombardie - 2022 - 2e étape du Tour du Pays basque - 1re étape du Tour de Wallonie - 2e du Tour de La Provence - 4e de la Flèche wallonne - 2023 - Classic de l'Ardèche - 2e étape du Critérium du Dauphiné - 9e du Grand Prix cycliste de Québec - 10e du Critérium du Dauphiné - 2024 - Tour d'Italie : - Prix de la combativité - 12e étape - 3e étape du Tour de Slovaquie - 4e étape du Czech Tour - 2e du Tour de Slovaquie - 2e de la Classique de Saint-Sébastien - 3e du Grand Prix cycliste de Montréal - 6e du Tour Down Under - 9e de Milan-San Remo - 2025 - 5e du Tour de Suisse |

#### Résultats sur les grands tours

##### Tour de France
7 participations 
- 2016 : 41e
- 2018 : 33e, vainqueur des 10e et 16e étapes,  vainqueur du classement du meilleur grimpeur
- 2019 : 5e, vainqueur des 3e et 13e (contre-la-montre) étapes,  maillot jaune pendant 14 jours,  vainqueur du prix de la combativité
- 2020 : 36e, vainqueur de la 2e étape,  maillot jaune pendant 3 jours
- 2021 : 30e, vainqueur de la 1re étape,  maillot jaune pendant 1 jour
- 2023 : 33e
- 2025 : 56e

##### Tour d'Italie
1 participation
- 2024 : 48e,  vainqueur du classement de la combativité, vainqueur de la 12e étape

##### Tour d'Espagne
2 participations
- 2017 : 68e, vainqueur de la 8e étape
- 2022 : abandon (11e étape)

#### Résultats sur les classiques
Ce tableau présente les résultats de Julian Alaphilippe sur courses d'un jour de l'UCI World Tour auxquelles il a participé, ainsi qu'aux différentes compétitions internationales.
| Légende | Légende | Légende | Légende     | Légende | Légende              | Légende | Légende       |
| ------- | ------- | ------- | ----------- | ------- | -------------------- | ------- | ------------- |
| Ab.     | Abandon | HD      | Hors-délais | —       | Pas de participation | x       | Pas d'épreuve |

| Année | Strade Bianche | Milan-San Remo | E3 Saxo Bank Classic | Tour des Flandres | Amstel Gold Race | Flèche wallonne | Liège- Bastogne-Liège | Classique de Saint-Sébastien | Jeux olympiques | Vattenfall Cyclassics | Bretagne Classic | Grand Prix de Québec | Grand Prix de Montréal | Championnats d'Europe | Tour de Lombardie | Championnats du monde |
| ----- | -------------- | -------------- | -------------------- | ----------------- | ---------------- | --------------- | --------------------- | ---------------------------- | --------------- | --------------------- | ---------------- | -------------------- | ---------------------- | --------------------- | ----------------- | --------------------- |
| 2014  | —              | —              | —                    | —                 | Ab.              | —               | —                     | Ab.                          | x               | 16e                   | 5e               | 28e                  | 57e                    | x                     | Ab.               | —                     |
| 2015  | —              | —              | —                    | —                 | 7e               | 2e              | 2e                    | 8e                           | x               | 22e                   | 42e              | 46e                  | 60e                    | x                     | —                 | Ab.                   |
| 2016  | —              | —              | —                    | —                 | 6e               | 2e              | 23e                   | —                            | 4e              | —                     | —                | 65e                  | 10e                    | 2e                    | 60e               | —                     |
| 2017  | —              | 3e             | —                    | —                 | —                | —               | —                     | —                            | x               | —                     | —                | —                    | —                      | —                     | 2e                | 10e                   |
| 2018  | —              | 35e            | —                    | —                 | 7e               | Vainqueur       | 4e                    | Vainqueur                    | x               | —                     | —                | —                    | —                      | —                     | —                 | 8e                    |
| 2019  | Vainqueur      | Vainqueur      | —                    | —                 | 4e               | Vainqueur       | 16e                   | Ab.                          | x               | —                     | —                | 7e                   | 13e                    | —                     | —                 | 28e                   |
| 2020  | 25e            | 2e             | x                    | Ab.               | x                | —               | 5e                    | x                            | x               | x                     | —                | x                    | x                      | —                     | —                 | Vainqueur             |
| 2021  | 2e             | 16e            | —                    | 42e               | 6e               | Vainqueur       | 2e                    | 6e                           | —               | x                     | 2e               | x                    | x                      | —                     | 6e                | Vainqueur             |
| 2022  | 58e            | —              | —                    | —                 | —                | 4e              | Ab.                   | —                            | x               | —                     | —                | —                    | —                      | —                     | 51e               | 51e                   |
| 2023  | 43e            | 11e            | Ab.                  | 51e               | —                | —               | 86e                   | Ab.                          | x               | —                     | 30e              | 9e                   | 12e                    | —                     | 36e               | Ab.                   |
| 2024  | Ab.            | 9e             | 49e                  | 70e               | —                | —               | —                     | 2e                           | 11e             | —                     | 58e              | 81e                  | 3e                     | —                     | —                 | Ab.                   |
| 2025  | —              | 42e            | —                    | —                 | 20e              | 22e             | 58e                   |                              | x               |                       |                  |                      |                        |                       |                   |                       |

#### Classements mondiaux
| Année                                 | 2012 | 2013 | 2014 | 2015 | 2016 | 2017  | 2018 | 2019 | 2020 | 2021 | 2022 | 2023 | 2024 |
| ------------------------------------- | ---- | ---- | ---- | ---- | ---- | ----- | ---- | ---- | ---- | ---- | ---- | ---- | ---- |
| UCI World Tour                        |      |      | 93e  | 28e  | 29e  | 18e   | 8e   |      |      |      |      |      |      |
| Classement mondial                    |      |      |      |      | 17e  | 28e   | 5e   | 2e   | 6e   | 4e   | 106e | 88e  | 37e  |
| UCI Europe Tour                       | nc   | 64e  |      |      | 110e | 1195e | 49e  | 2e   | 6e   | 4e   | 89e  | 71e  | 28e  |
| UCI America Tour                      | 72e  | nc   |      |      | 2e   | nc    | 93e  |      |      |      |      |      |      |
|                                       |      |      |      |      |      |       |      |      |      |      |      |      |      |
| Légende : nc = non classéSource : UCI |      |      |      |      |      |       |      |      |      |      |      |      |      |

### Palmarès en cyclo-cross
- 2009-2010
  - Coupe du monde juniors #3, Heusden-Zolder
  -  Médaillé d'argent du championnat du monde juniors
  - 3e du championnat de France de cyclo-cross juniors
  - 7e de la Coupe du monde juniors
- 2010-2011
  - Challenge la France cycliste de cyclo-cross espoirs #2, Rodez
- 2011-2012
  -  Champion de France de cyclo-cross espoirs
  - 2e du championnat d'Île-de-France de cyclo-cross espoirs
  - 3e de la Coupe du monde espoirs
- 2012-2013
  -  Champion de France de cyclo-cross espoirs
  - Coupe du monde espoirs #5, Rome
  - Challenge la France cycliste de cyclo-cross espoirs #2, Besançon
  -  Médaillé de bronze du championnat d'Europe espoirs
  - 6e de la Coupe du monde espoirs
- 2013-2014
  - Prix de l'Agora de Commentry

## Distinctions et récompenses individuelles
| Années | Dénomination                                     | Réf.    |
| ------ | ------------------------------------------------ | ------- |
| 2019   | Vélo d'or mondial (1)                            | [ 148 ] |
| 2019   | Vélo d'or français (1)                           | [ 148 ] |
| 2019   | Champions des champions français de L'Équipe (1) | [ 149 ] |
| 2019   | Trophée Flandrien international (1)              | [ 150 ] |
| 2020   | Vélo d'or français (2)                           | [ 151 ] |
| 2020   | Champions des champions français de L'Équipe (2) | [ 152 ] |
| 2021   | Vélo d'or français (3)                           | [ 153 ] |
| 2021   | Champions des champions français de L'Équipe (3) | [ 154 ] |

## Vie personnelle
Julian Alaphilippe est le fils de Jacques Alaphilippe et de Catherine Raymond. Son frère cadet Bryan Alaphilippe a également été coureur cycliste professionnel.
Julian Alaphilippe est en couple depuis 2020 avec Marion Rousse,, ex-cycliste professionnelle devenue consultante pour France Télévisions. Le 30 janvier 2021, le couple annonce, via les réseaux sociaux, attendre un enfant,. Le 14 juin suivant, ils annoncent dans un post Instagram la naissance de leur fils prénommé Nino
Il est domicilié depuis 2018 en Andorre, une principauté offrant une fiscalité très avantageuse aux personnes fortunées. Le cycliste nie pour sa part s’être exilé pour des raisons uniquement fiscales : « Déjà, c'est un magnifique endroit. J'y ai trouvé de l'apaisement. Et c'est un excellent terrain de jeu. Ce n'est pas pour rien que nous sommes autant à nous y installer. Il y a beaucoup de cols. [...] Parler uniquement de paradis fiscal, ce sont des bêtises. »